# Listă de filme de groază din 1982
Aceasta este o listă de filme de groază din 1982.